# Cossacos
Os cossacos (russo: казаки́, kazakí; ucraniano: коза́ки, kozáky; polaco: Kozacy) são um povo nativo das estepes das regiões do sudeste europeu (principalmente da Ucrânia e do sul da Rússia) que se estabeleceram mais tarde nas regiões do interior da Rússia asiática. Eles são um povo predominante eslavo oriental e cristãos ortodoxos que se originaram na estepe pôntica como um povo nômade. Os cossacos são muito famosos por sua coragem, bravura, força e capacidades militares (especialmente na cavalaria),  e capacidade de autossuficiência, mas também pela sua crueldade com que atacavam outros povos e aldeias. A sua importância e força militar eram tão grandes que, mais tarde, durante a sua integração ao Império Russo, foram criadas diversas unidades militares de cossacos. Originalmente, este povo ruteno era constituído por camponeses fugitivos, que escapavam do controle dos senhores da guerra dos feudos polaco e moscovita, rumando, assim, às estepes do sudeste europeu, onde se estabeleceram. Eles habitavam áreas escassamente povoadas e ilhas no baixo Dnieper, nas bacias dos rios Don, Terek e Ural, e desempenharam um papel importante no desenvolvimento histórico e cultural da Ucrânia e do sul da Rússia.
Grupos diferentes de cossacos são divididos e identificados com diferentes voiskos, ou regiões geográficas. Os mais conhecidos são os da Sibéria, Baikal, Ural, Terek, Don e do Siche da Zaporíjia. Os cossacos ficaram imensamente conhecidos na Europa Ocidental nos meados do século XVII, em resultado da grande revolta de Bohdan Chmielnicki e dos zaporijianos contra a República das Duas Nações, no território da atual Ucrânia, revolta essa que veio abalar as fundações da Europa Oriental, fazendo com que os cossacos fossem mesmo considerados como os fundadores da Ucrânia moderna.[carece de fontes?]
A população de cossacos cresceu muito durante o fim da Idade Média, dada a grande quantidade de camponeses que fugiam do domínio dos senhores feudais e se juntavam a eles para formar comunidades democráticas, autogovernadas e semi-militares.
Com o tempo, os cossacos tornaram-se guardiões das terras que ocuparam e defensores de suas fronteiras, estabelecendo-se, assim, de vez numa região. Os cossacos foram, em especial, destaque como guardiões da fronteira russa contra o Canato de Cazã. Durante o século XIX, na Europa, os cossacos tornaram-se amplamente conhecidos pelas várias guerras travadas ao lado da Rússia, contribuindo, assim, para a imagem estereotipada da Rússia daqueles tempos. Os cossacos integraram o Exército Russo em várias guerras durante os séculos XVIII e XIX. Durante a Guerra Civil Russa, o povo cossaco não se alinhou a nenhuma das facções. Os que desejaram, juntaram-se ao Exército Vermelho ou ao Exército Branco. O território dos cossacos do Don foi um dos mais resistentes aos bolcheviques. Os regimentos militares cossacos foram, no entanto, reorganizados antes da Segunda Guerra Mundial.
Na Rússia contemporânea, os cossacos são considerados como um grupo étnico ou como uma parte das forças armadas russas. Nos últimos censos realizados nesse país, a “categoria” cossaca foi separada do resto da população, tendo sido contabilizados mais de 150 000 cossacos a serviço das forças armadas russas, enquanto que o grupo étnico é constituído por vários milhões de descendentes dos antigos guerreiros cossacos. A sua cultura foi proibida nos tempos da União Soviética, e houve até uma tentativa falhada de erradicação de sua cultura. Atualmente, a etnia está vivendo um período de forte revivalismo de sua cultura, sendo esse movimento mais forte no sul da Rússia.
Maioria dos cossacos são cristãos ortodoxos.

## Terminologia

Brasão tipicamente cossaco

O nome cossaco entrou no português através do termo francês cosaque que, por sua vez, derivou do termo polaco, de origem ucraniana, Kozak - e não da versão russa, Kazak. A palavra Kozak deriva de um termo social, utilizado na língua turca, quzzak  ou kazak, que significa "nômade", "andarilho" ou "homem livre". O termo aparece pela primeira vez numa crônica rutena datada de 1395.

## Principais grupos étnicos

### Os cossacos zaporijianos

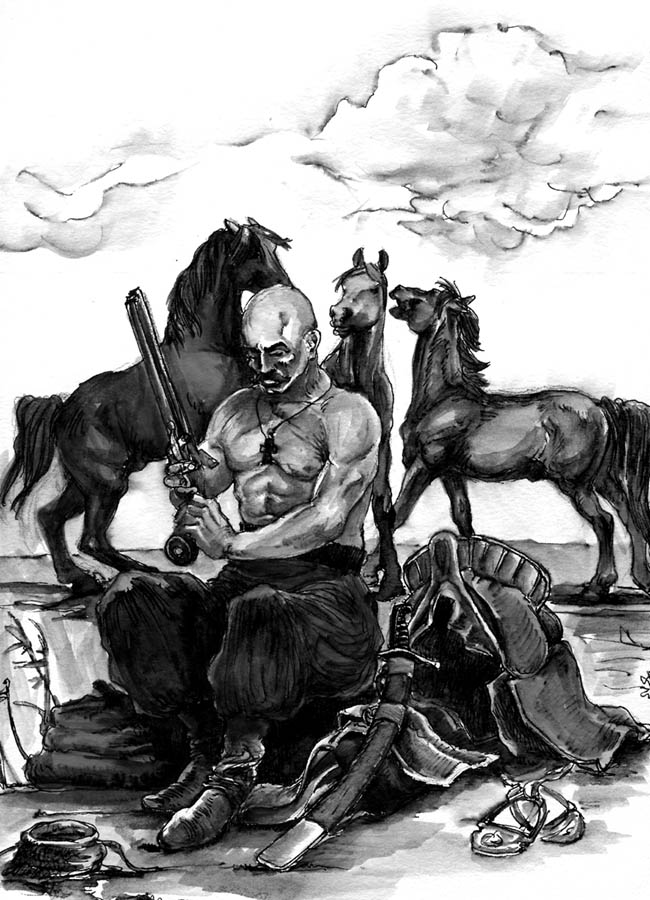
Um cossaco ucraniano nos tempos da República das Duas Nações. Pintura de Dariusz T. Wielec.

Os cossacos da zona de Zaporíjia, que habitaram as estepes ucranianas, são um grupo cossaco bem conhecido e importante na história. O seu número aumentou bastante entre os séculos XV e XVII, “alimentado” pela nobreza Boiarda pobre da Rutênia, comerciantes e camponeses dissidentes da República das Duas Nações. Os cossacos zaporijianos protagonizaram um papel importante na geopolítica europeia, criando e desfazendo uma série de conflitos e alianças com a República das Duas Nações, o Império Russo e o Império Otomano. Em resultado da Revolta de Chmielnicki, nos meados do século XVII, os cossacos zaporijianos conseguiram criar um estado independente que, mais tarde, tornou-se no estado autônomo cossaco, sendo um protetorado russo, prestando vassalagem ao czar russo, mas governado por hetmans cossacos por cerca de meio século.

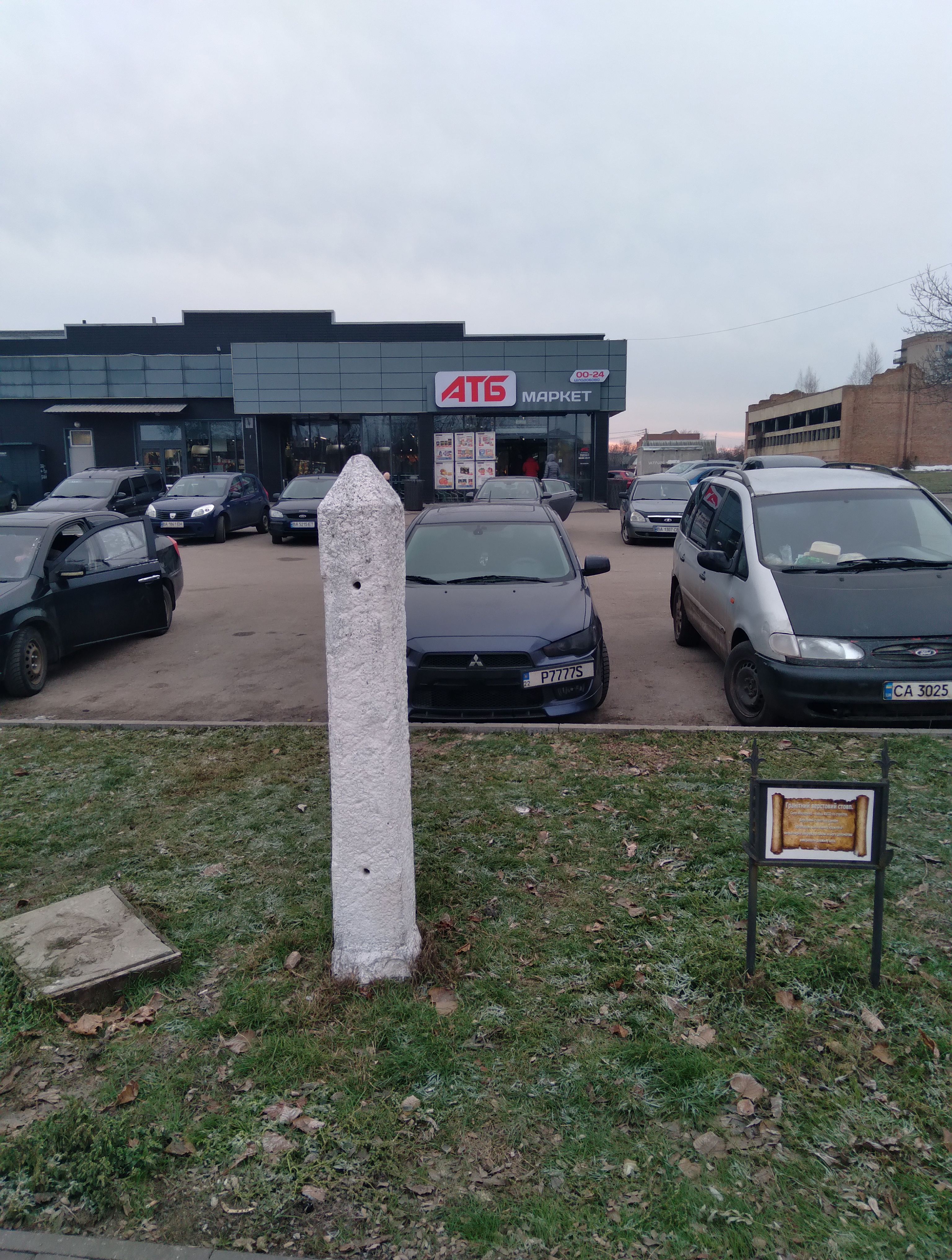
uma das raras colunas de granito com que os cossacos ucranianos marcaram o seu território

Na segunda metade do século XVIII, as autoridades russas dissolveram o estado zaporijiano, e alguns descendentes dos cossacos deslocaram-se para a zona do delta do Danúbio e foz do Kuban. No entanto, depois de 1828, a maior parte dos cossacos que se tinham estabelecido na zona do Danúbio foi também se estabelecer na Rússia, primeiro na região de Azov e, mais tarde, nas terras afetadas pela rio Kuban. Apesar de, nos dias de hoje, os cossacos de Kuban não se considerarem ucranianos, o seu dialeto local e folclore preservam e demonstram uma influência ucraniana, havendo até muitos historiadores que consideram que o povo desta região tem origem nos cossacos de Dniepre, como sendo os fundadores da Ucrânia moderna. Menos conhecidos são os cossacos polacos (Kozacy) e os cossacos tártaros. O nome cossaco foi também dado a uma divisão de cavalaria ligeira da República das Duas Nações.

### Os cossacos russos

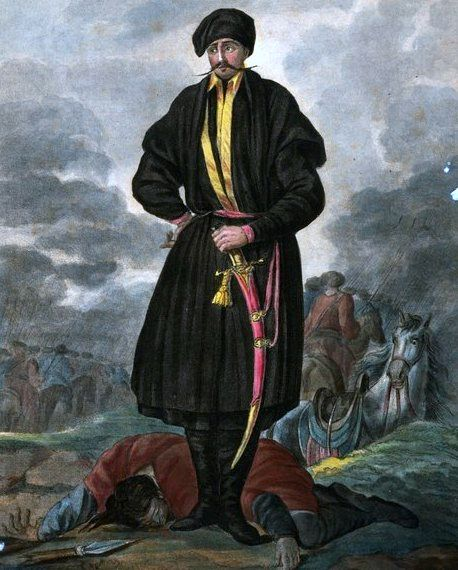
Retrato de um cossaco típico

A terra nativa dos cossacos é definida por uma linha de cidades fortificadas russo-ucranianas, situadas na fronteira com a estepe, e que se estende até o meio do Volga, Riazã e Tula, penetrando abruptamente de seguida para o sul, estendendo-se até o rio Dniepre, via Pereslavl-Zalessky Pereslavl. Esta área foi colonizada por populações de três povos, que praticavam os mais variados tipos de comércio e artesanato.
Estes povos estavam constantemente em luta com os guerreiros tártaros na fronteira junto à estepe, recebendo o nome turco cossacos, que acabou por se estender também a outros povos mais ao norte da Rússia. A referência mais antiga encontrada nas crônicas sobre os cossacos na cidade russa de Riazã data de 1444 e refere o esforço dos cossacos nas batalhas contra os tártaros, defendendo a cidade dos seus ataques. No século XVI, os cossacos de Riazã foram agrupados em comunidades comerciantes e militares e foram enviados para colonizar a área adjacente ao rio Don (fonte: Vasily Klyuchevsky, em O percurso da história russa, vol. 2).
Os cossacos foram guardas fronteiriços e protetores de cidades, fortes, colônias e entrepostos comerciais. Tinham também o papel “policial” das regiões que patrulhavam e nas fronteiras, chegando também a integrar uma parte integral do Exército Russo. No século XVI, para proteger a área fronteiriça das invasões tártaras, os cossacos tinham missões de sentinela e patrulhamento, observando os tártaros da Crimeia e os nômades da região da Horda Nogai.

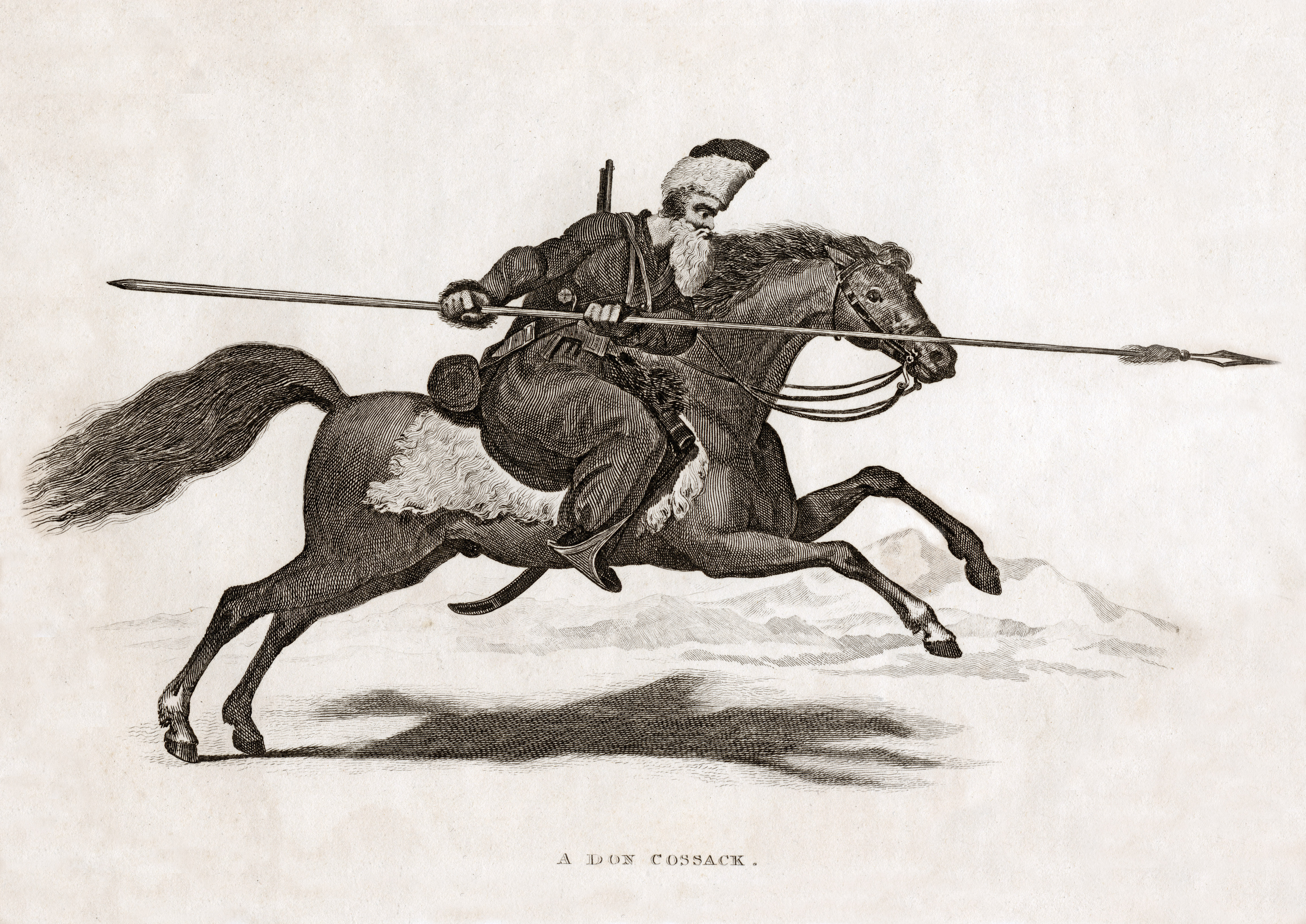
Um cossaco russo do Don

Os cossacos russos desempenharam um papel-chave na expansão do Império Russo na Sibéria (particularmente Yermak Timofeyevich), no Cáucaso e na Ásia Central durante os períodos do século XVI até o século XIX. Os cossacos também serviram de guias a muitos exploradores russos, que foram desde militares a geógrafos, prospectores de minérios, comerciantes e exploradores. Em 1648, o cossaco russo Simeon Dezhnev descobriu a passagem marítima entre a América do Norte e a Ásia.
Unidades cossacas desempenharam um importante papel em muitas guerras nos séculos XVII, XVIII e XIX, tais como as guerras russo-turcas e as guerras russo-persas na anexação da Ásia Central. Durante as Invasões Napoleônicas da Rússia, os cossacos eram os soldados russos mais temidos pelas tropas francesas. O próprio Napoleão disse: “Os cossacos são as melhores tropas apeadas que existem. Se eu as tivesse no meu exército, eu conseguiria conquistar todo o mundo com elas!”.
Os cossacos também tomaram parte na guerra com o corpo de partisãos, bem no interior do território russo ocupado pelos franceses, atacando as linhas de comunicação e abastecimento. Foi com estes ataques, levados a cabo por cossacos conjuntamente com a cavalaria ligeira russa e outro tipo de unidades militares, que se deram os primeiros desenvolvimentos da Guerra de Guerrilha e respectivas táticas, dando origem ao que hoje se conhece por Operações Especiais.
Os europeus ocidentais tiveram poucos contatos com os cossacos antes dos aliados terem ocupado Paris em 1814, ditando o fim das invasões napoleônicas. Sendo as tropas mais exóticas vistas na França, os cossacos atraíam uma parte substancial das atenções e notoriedade, devido a alegados excessos cometidos durante as campanhas napoleônicas de 1812.

## História

### Origens
Ninguém sabe com exactidão quando é que os Povos Eslavos se estabeleceram nas terras ao largo dos rios Don e Dneper, mas é improvável que tal tenha acontecido antes do século XIII, quando os exércitos mongóis invadiram as terras dos Cumanos, e outras tribos turcas. Grupos protocossacos surgiram muito provavelmente nos territórios que hoje formam a actual Ucrânia, em meados do século XIII.
Em 1261, alguns povos eslavos que viviam nos territórios entre os rios Dniestre e Volga, foram mencionados em crónicas rutenas. Registos históricos dos Cossacos anteriores ao século XVI são escassos. No século XV, a sociedade cossaca era descrita como uma federação de comunidades independentes, sem um governo que as unisse todas sob a mesma coroa, ou seja, era no fundo, um aglomerado de comunidades independentes entre si, sem que houvesse um governo, exército nacional ou classe governativa que unisse ou representasse o povo face a um assunto exterior. Estas localidades organizavam frequentemente pequenos exércitos completamente independentes dos exércitos das nações vizinhas (como por exemplo República das Duas Nações, Grão Ducado de Moscovo ou Canato da Crimeia), para se poderem defender quando eram atacadas.
Por alturas do século XVI, estas sociedades cossacas fundiram-se em dois grandes territórios independentes, e em outros mais pequenos, ainda assim, também eles independentes:
- Os Cossacos de Zaporójia, centrado nas terras baixas do rio Dniepre, no sul da ucraniano, com a cidade fortificada de Siche Zaporojiano como sua capital. Foi formalmente reconhecido como estado, após a assinatura de um tratado com a República das Duas Nações em 1649.
- Os Cossacos do Don, junto ao rio Don, separava o Grão Ducado de Moscovo dos estados Nogai, vassalos do Império Otomano. A sua capital era Starocherkasskaya, mais tarde movida para Novocherkassk.

Alguns documentos históricos desse período referem-se a esses estados como estados soberanos, nações com culturas guerreiras únicas, cuja maior fonte de rendimento provinha de pilhagens dos estados vizinhos. Os Cossacos eram sobejamente conhecidos pelas suas incursões acima de tudo contra o Império Otomano, e seus vassalos, embora não o fizessem a outros estados vizinhos. Essas suas ações de pilhagem foram aumentando a tensão sobretudo ao longo da fronteira sul da República das Duas Nações, que resultou numa constante guerra de guerrilha nesses territórios, até praticamente ao fim da República das Duas Nações.

### Principais conflitos
Após o pedido do grão-duque Vasili III da Rússia em 1539 para travar os Cossacos, ter recebido a seguinte resposta do sultão otomano

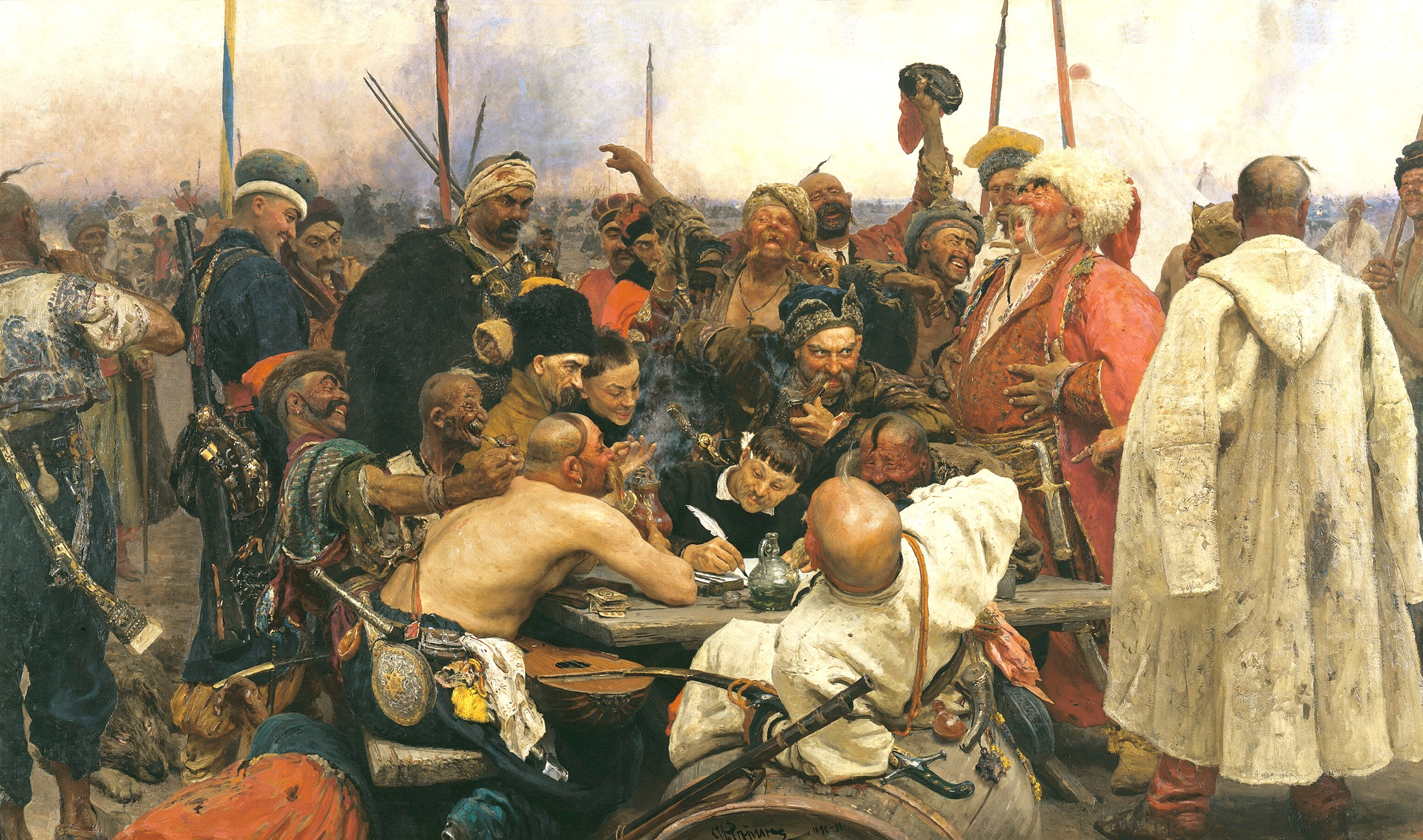
Resposta dos Cossacos ao sultão do Império Otomano, por Ilya Repin entre 1880 e 1891.

«Os Cossacos não me juraram fidelidade, e vivem a seu belo prazer!»
Dez anos depois, em 1549, o czar Ivan IV, o Terrível respondeu da seguinte maneira ao pedido de auxílio do sultão otomano para a defesa contra os Cossacos do Don
«Os Cossacos de Don não são da minha conta, e eles são livres de entrar em guerra ou viver em paz sem o meu conhecimento!»
Episódios semelhantes a este aconteceram entre o Império Russo, Império Otomano e a República das Duas Nações, em que cada qual tentou sempre explorar o belicismo Cossaco em proveito próprio. Enquanto isso, os Cossacos, por sua vez, ficavam bastante satisfeitos por pilhar todos de maneira mais ou menos igual. No entanto, no século XVI, com o domínio na região da República das Duas Nações a estender-se a sul, os Cossacos zaporohianos eram – embora oportunamente e temporariamente – considerados pela república, como sendo “da sua conta”. Os cossacos registrados, permaneceram mesmo como uma parte integrante do exército da República das Duas Nações até 1699.

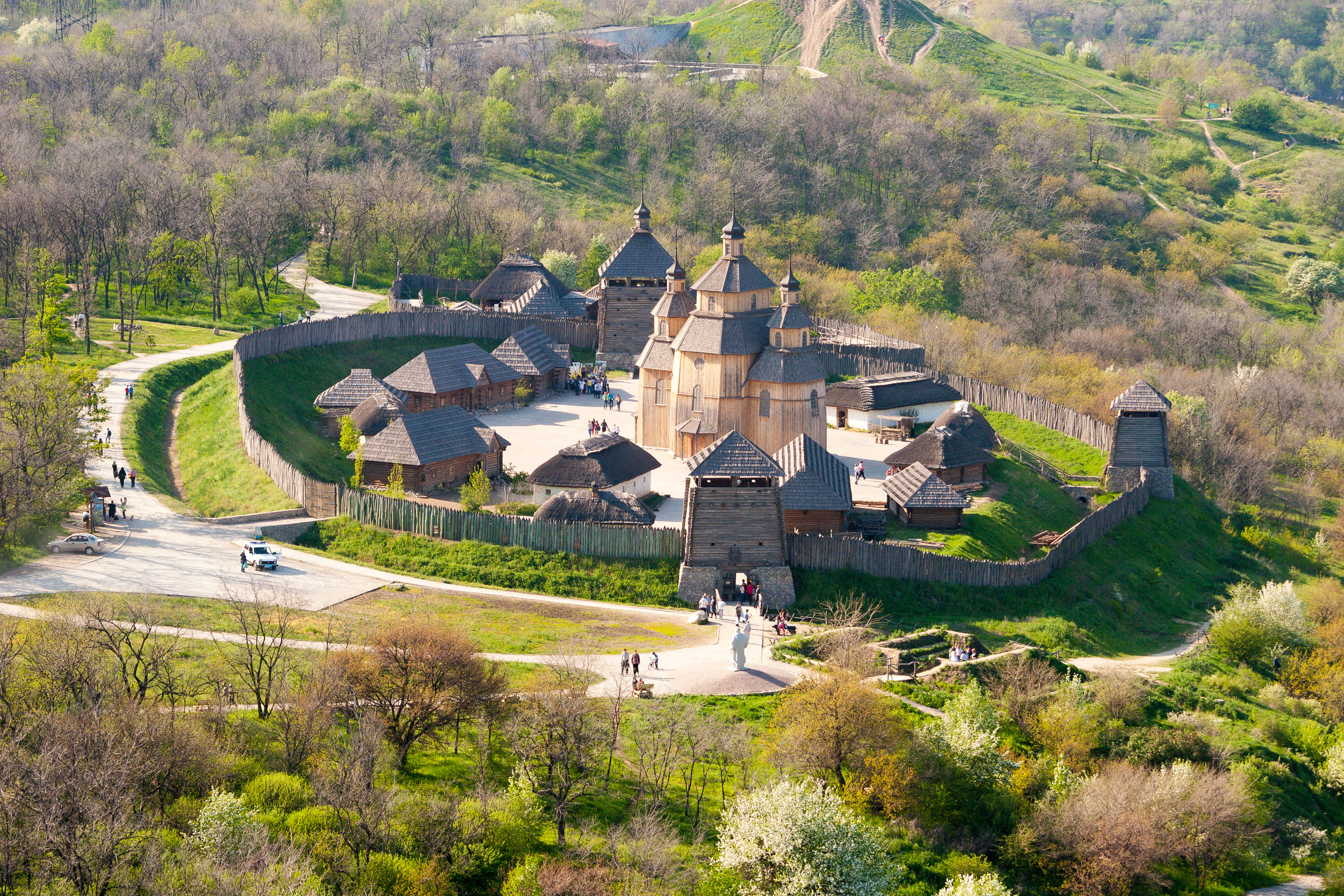
reconstrução da fortaleza cossaca

Por volta do século XVI, as relações entre a República das Duas Nações e o Império Otomano, não eram nada cordiais, e a crescente agressividade dos Cossacos foi aumentando o mal-estar entre as várias partes ao longo dos tempos, dado que este povo estava sob a responsabilidade da república. Na segunda metade do século XVI, os Cossacos iniciaram uma série de incursões em território Império Otomano. O governo da República das Duas Nações não conseguia controlar os agressivos Cossacos praticamente independentes, mas uma vez que eles pertenciam à república, esta foi quem arrecadou com as responsabilidades dos ataques, e de todas as vítimas que causavam. Em resposta, os Tártaros, que viviam sob governo do Império Otomano, lançaram uma série de incursões em território da República das Duas Nações principalmente nos territórios a sudeste da república que eram pouco povoados. Enquanto isso, os Cossacos, principalmente Cossacos piratas, realizavam incursões nas prósperas cidades mercantis portuárias do Império Otomano, que ficavam a apenas  dois dias de barco da foz do Dniepre.
Entre 1615 e 1625, os Cossacos arrasaram cidades portuárias, nos arredores de Istambul, forçando o sultão Otomano a fugir do seu palácio. Vários tratados foram assinados entre o Império Otomano e a República das Duas Nações, obrigando as partes a conter Cossacos e Tártaros, mas, aparentemente, não não houve reais esforços nesse sentido. Em termos de política interna, a República das Duas Nações obrigou os Cossacos a queimar os seus barcos, com o objetivo de acabar com a pirataria. No entanto, esses mesmos barcos podiam ser construídos rapidamente, e assim os Cossacos recuperavam o seu estilo de vida sem grandes demoras e dificuldades.
Durante este período, o Império de Habsburgo contratava exércitos de Cossacos mercenários para aliviar a pressão exercida pelo Império Otomano nas suas fronteiras. Cossacos e Tártaros partilharam uma certa hostilidade entre si, devido aos danos causados pelas respectivas pilhagens e actos de pirataria. Incursões Cossacas, seguidas de retaliações tártaras, ou incursões tártaras seguidas de retaliações cossacas eram uma constante nesse período. O caos resultante deste clima, fez com que toda a zona sudeste da República das Duas Nações se transformasse num terreno de guerra de guerrilha, conduzindo a uma escalada bélica entre a república e o império, desde as Guerras dos Magnatas Moldavos, até à Batalha de Cercora no período de 1633-1634.

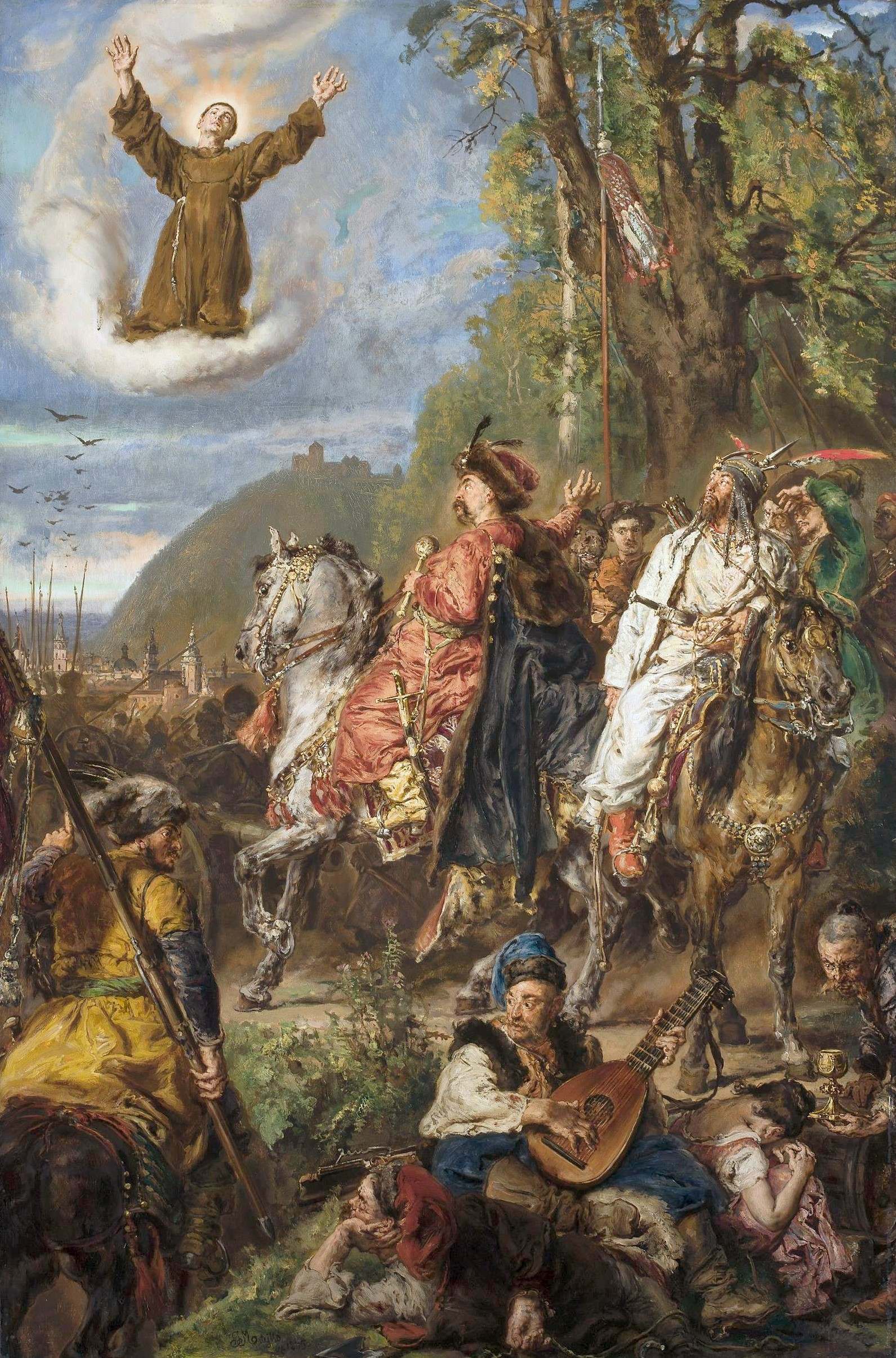
Bohdan Chmielnicki com Toğay bey em Lviv, por Jan Matejko, no Museu Nacional de Varsóvia.

### Razões que levaram os cossacos a revoltarem-se contra a República das Duas Nações
Entretanto, a população Cossaca aumentava com a quantidade de agricultores que fugia dos senhores feudais da República das Duas Nações. Em consequência disto, a Szlachta faz várias tentativas para reconverter Cossacos em escravos feudais, o que agastou imenso as relações entre Cossacos e Polaco-Lituanos, convertendo os Cossacos em tempos defensores aguerridos à república e altamente leais, em Cossacos revoltosos contra a república. As ambições cossacas em serem reconhecidos como iguais ou pertencentes à Szlachta eram também constantemente rejeitadas, e planos para transformar a República das Duas Nações numa República das Três Nações obtiveram um grande insucesso devido à grande impopularidade dos Cossacos no resto da república resultante da insurreição dos Cossacos face à constante rejeição da sua ambição em serem reconhecidos como membros da Szlachta.
A aliança histórica dos Cossacos com a Igreja Ortodoxa, agravavam ainda mais as tensões entre Cossacos e Polaco-Lituanos. Mas o clima de insatisfação e tensão entre as duas partes viria a ser ainda mais agravado quando a política de relativa tolerância religiosa que a república aplicava aos Cossacos, passou a ser a de total intolerância, o que fez com que os Cossacos passassem a ser radicalmente anticatólicos, que simultaneamente se traduzia em anti-República das Duas Nações. A lealdade decrescente dos Cossacos e a arrogância da Szlachta para com todo o povo Cossaco originaram várias revoltas contra a república no século XVII. Finalmente, a recusa definitiva do Rei relativamente às aspirações dos cossacos registrados em 1648 foi a “gota de água” nas relações polaco-lituano-rutenas, que resulta na insurreição cossaca com maior impacto e sucesso em toda a história da república: A Revolta de Chmielnicki.

### A Revolta de Chmielnicki

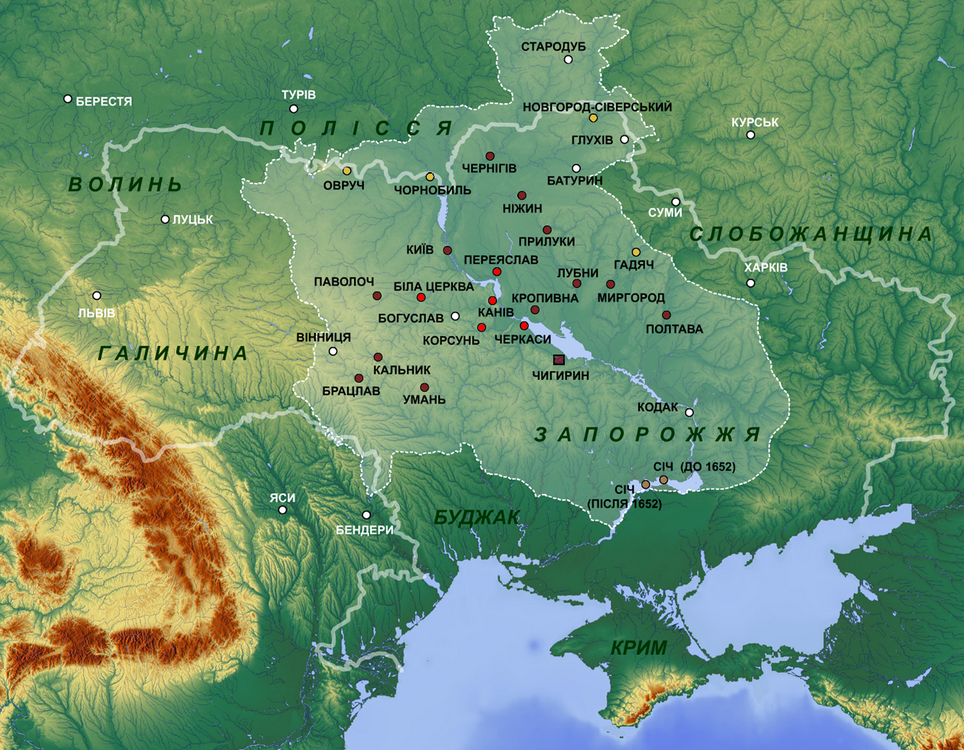
Hemanto Cossaco em 1654

A Revolta de Chmielnicki deu-se em 1648. A revolta foi o despoletar de uma série de eventos catastróficos para a República das Duas Nações, conjunto de eventos esse que se toma pelo nome de  “O Dilúvio”, que enfraqueceram altamente a República das Duas Nações, e iniciou o seu processo de desintegração que culmina cerca de cem anos mais tarde.
A rebelião terminou em 1654 com o Tratado de Pereyaslav, que deu origem ao Hetmanato Cossaco, que seria um protetorado do Império Russo, e à starshyna cossaca (nobreza) e total autonomia sob governo do Czar. Desse modo, maior parte dos cossacos se afastaram da esfera de influência da República das Duas Nações, mais especificamente dos polacos.
A última e falhada tentativa de reconstrução da aliança Polaco-Lituana-Rutena, e da consequente criação de uma República de Três Nações foi em 1658 com o Tratado de Hadiach, o qual era aprovado pelo Rei Polaco e pelo Sejm, assim como pelos cossacos starshyna, incluindo o seu chefe, o hetman Ivan Vyhovsky. No entanto, a starshyna cossaca estava dividida quanto ao tratado. Por isso, o tratado teve ainda menos apoio entre a população cossaca, daí o seu falhanço.

### Sob governo russo
Sob o governo russo, os cossacos de Zaporíjia foram divididos em duas repúblicas semiautônomas do Grão Ducado de Moscovo: O Hetmanato Cossaco e a mais independente Zaporíjia. Uma colónia Cossaca foi também organizada e estabelecida no Sloboda Ucrâniano. Estas colónias foram gradualmente perdendo a sua independência, e mais tarde foram mesmo reorganizadas a mando de Catarina, a Grande da Rússia nos finais do século XVIII. O Hetmanado tornou-se na capital da Pequena Rússia – o nome que se dava à actual Ucrânia – o Sloboda Ucraniana tornou-se na província de Kharkiv, e Zaporizhia foi absorvida na Nova Rússia – região da actual Moldávia e sul da Ucrânia.

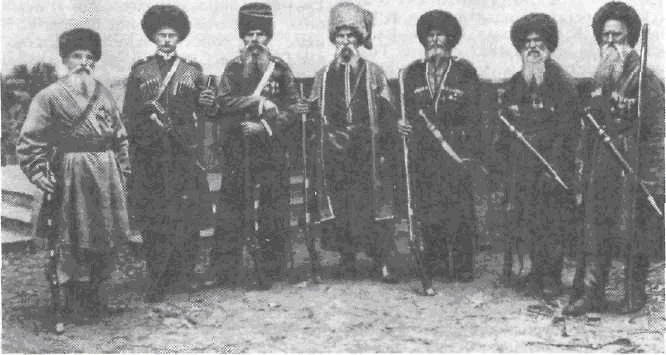
Foto de Cossacos de Kuban nos finais do século XIX.

Em 1775, Zaporozhian foi dissolvida, e foi garantida aos líderes Cossacos títulos de nobreza (dvoryanstvo). A maior parte dos Zaporozhianos deslocaram-se e estabeleceram novas colónias nas estepes de Kuban, que foi uma âncora crucial para a expansão russa no Cáucaso. No entanto, alguns deles, foram-se reunindo ao longo do Danúbio (território sob o controle do Império Otomano), para formarem uma nova comunidade antes de se juntarem aos seus compatriotas em Kuban. Durante a sua estadia nessas terras, uma nova comunidade cossaca foi fundada, que, por alturas de 1778 já rondava os 12 mil habitantes. A sua colónia, junto à fronteira com o Império Russo foi aprovada pelo Império Otomano depois de os Cossacos terem oficialmente jurado servir o Sultão.
Contudo, os conflitos dentro da própria comunidade cossaca derivados da nova lealdade, e as manobras políticas utilizadas pelo Império Russo, conduziram a uma cisão nos Cossacos. Após uma porção de Cossacos que desertaram a colónia ter regressado à Rússia, estes foram integrados no exército russo para formar novas unidades militares, que também incorporavam gregos, albaneses e tártaros da Crimeia.
Depois, da Guerra Russo-Otomana de 1787-1792, a maior parte deles foi incorporada na comunidade cossaca do mar Negro, que foi deslocada para a estepe de Kuban. Os restantes Cossacos que permaneceram no delta do Danúbio regressaram à Rússia em 1828 e criaram a colónia cossaca de Azov entre Berdyansk e Mariupol.  Em 1864, todos eles foram deslocados para o norte do Cáucaso e fundiram-se na colónia cossaca de Kuban.

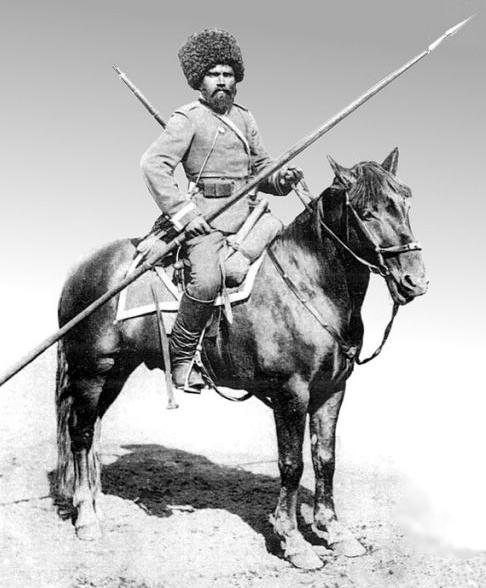
Cossaco siberio no começo do Século XX

### Relações com o império
Desde o princípio que as relações entre Cossacos e moscovitas foi bastante variada. Por vezes, envolviam-se em operações militares conjuntas, e por outras, haviam grandes revoltas cossacas. Um exemplo em particular foi a dissolução da colónia de Zaporozhian, que teve lugar nos finais do século XVIII. A cisão entre o povo Cossaco era bastante evidente - entre os que escolheram permanecer leais à monarquia russa (que mais tarde se deslocaram para Kuban) e aqueles que escolheram continuar a sua vida de mercenários, e se deslocaram até ao delta do Danúbio.
Não obstante, no século XIX, o Império Russo conseguiu anexar por completo todas as colónias e comunidades cossacas, centralizando o poder, em vez de “premiar” os Cossacos com privilégios pelos seus serviços. Por esta altura, os Cossacos eram elementos bastante activos no exército russo nas guerras que travavam. Embora as táticas cossacas em batalhas em terreno aberto fossem – regra geral – inferiores às de soldados “normais”, como os Dragões,  os Cossacos eram excelentes para a exploração, pistagem e serviços de reconhecimento, assim como para empreender emboscadas. As unidades cossacas eram muitas vezes usadas para conter desordem doméstica, especialmente durante a Revolução de 1905.
O sentimento Cossaco de ser uma comunidade de elite separada do resto, deu-lhes um forte sentido de lealdade ao governo czarista. O governo imperial dependia demasiado da lealdade dos Cossacos, embora no princípio do século XX, as suas comunidades interindependentes e unidades militares semifeudais fossem cada vez mais vistas como obsoletas. Estritamente, em termos militares, os Cossacos não eram muito queridos pelo comando do exército russo, que os via como muito menos disciplinados e treinados que os Dragões, Hussardos, e Lanceiros da cavalaria usual. As qualidades cossacas de iniciativa e equitação nem sempre eram muito apreciadas. Em resultado disso mesmo, as unidades cossacas eram frequentemente repartidas em pequenos destacamentos cujos integrantes eram usados como exploradores, mensageiros ou escoltas pitorescas.
Quando se deu o início da Revolução de Fevereiro de 1917, os Cossacos partilhavam em geral de uma grande desilusão acerca da liderança czarista, o que fez com que os regimentos Cossacos de São Petersburgo se juntassem à revolução.  Até então, apenas pequenas unidades estavam envolvidas na revolução. Quando se deu esta adesão dos Cossacos à Revolução Bolchevique, houve um grande impacto psicológico no governo de Nicolau II, o que o fez abdicar muito antes do tempo.
No final do século XIX, as comunidades cossacas gozavam  de isenção de impostos no Império Russo, embora tivessem um compromisso de serem obrigados a cumprir serviço militar obrigatório durante 20 anos (prazo reduzido, em 1909, para 18 anos).  Apesar disso, apenas cinco anos tinham de ser empregues em serviço a tempo inteiro, sendo que o resto era respeitante ao tempo que se estava na reserva. No princípio do século XX, os censos contavam 4,5 milhões de Cossacos, que estavam organizados em comunidades ou colónias separadas, cada uma delas contendo regimentos militares.

### Após a Revolução Russa
Na guerra civil que se seguiu à revolução russa, os Cossacos encontravam-se dos dois lados do conflito. Muitos oficiais cossacos e outros combatentes altamente experientes lutaram pelo Exército Branco, e outros tantos, pelo vermelho. No seguimento da vitória do Exército Vermelho, uma política de “descazaquização” (Raskazachivaniye) teve lugar sobre os Cossacos sobreviventes e sobre as suas terras, uma vez que estes, eram vistos como uma potencial grande ameaça ao novo regime instaurado. Este acto, consistiu principalmente em dividir os seus territórios entre novas divisões criadas, entregando o governo dos territórios a novas repúblicas de minorias étnicas, encorajando fortemente a colonização dos territórios cossacos de pessoas dessas mesmas minorias. Este processo foi especialmente notado nas terras dos Cossacos Terek. As terras dos Cossacos eram regra geral, bastante férteis, e durante a campanha de nacionalização, muitos Cossacos partilharam do mesmo destino dos Kulaks. A fome de 1933 depressa atingiu os territórios cossacos de Don e Kuban de uma maneira muito abrupta e cruel. De acordo com as crónicas da época, no período de 1919 a 1920, numa população de cerca de 3 milhões de pessoas, o regime bolchevique matou ou deportou cerca de 300 a 500 milhares de Cossacos, incluindo 45 mil Cossacos de Terek.
Não obstante, em 1936, sob a pressão de descendentes Cossacos, foi decidida a reintrodução deste povo no Exército Vermelho. Durante a Segunda Guerra Mundial, os Cossacos viram-se novamente de ambos os lados do conflito, dado que a maior parte dos colaboradores do regime nazi provinham do Exército Branco como refugiados. Os Cossacos do Exército Vermelho lutaram nas linhas da frente sul, onde as planícies das estepes proporcionavam o terreno ideal para patrulhamentos frontais e logística. Um destacamento Cossaco marchou na Praça Vermelha durante o desfile da vitória em 1945.
Um grupo notável de Cossacos que lutaram com os alemães na Wehrmacht, foi o XV Corpo de Cavalaria Cossaco, sob o comando do General alemão Helmuth von Pannwitz nos combates contra os partisans na Jugoslávia. Estes renderam-se ao Exército Britânico na Áustria em 1945, na esperança de se juntarem aos britânicos na luta contra o comunismo. Na altura, havia muito pouca simpatia nutrida por um grupo que era visto como colaborador Nazi, e que eram relatados como autores de atrocidades contra os combatentes da resistência antinazi na Europa de Leste. Esta unidade de cavalaria, acabou por ser entregue pelos britânicos ao governo Soviético após negociações. Estas negociações ficaram conhecidas como Operação Keelhaul. No final da guerra, os comandantes britânicos repatriaram entre 40 a 50 mil Cossacos (incluindo as respectivas famílias), para a União Soviética. Desses, um número desconhecido foi executado ou feito prisioneiro aquando a sua repatriação. Relatos contam que muitos desses que foram punidos pelo regime soviético, nunca tinham sido sequer cidadãos soviéticos. Este evento, é conhecido como A traição dos Cossacos, ou A traição secreta.
Depois do fim da guerra, as unidades cossacas, juntamente com a cavalaria em geral, foram dadas como obsoletas e foram descartadas do exército soviético. Nos aos do pós-guerra, muitos descendentes Cossacos foram educados como simples camponeses, e aqueles que viviam nas repúblicas autónomas, geralmente desistiam da sua permanência em função das minorias colonizadoras e migravam para outros pontos da União Soviética, principalmente para a região do Báltico.
Durante o auge da Perestroika, no final dos anos 80, muitos dos descendentes dos Cossacos tornaram-se entusiastas pela revitalização das suas tradições ancestrais e cultura. Em 1988, a União Soviética aprovou uma lei que permitia a “reactivação” de comunidades antigas, ou até mesmo a criação de comunidades Cossacas novas. À resistente, maior e “toda-poderosa” comunidade  de Don, foi-lhe dada autoridade federal, e o direito de formar uma nova colónia. A partir daí, os Cossacos tomaram um papel activo em muitos dos conflitos que tiveram lugar nesta época: Abecásia, Ossétia do Sul, Transnístria, Kosovo e Chechénia.  Embora o impacto dos Cossacos tivesse sempre passado ao lado da atenção dos media, estes foram imediatamente reconhecidos pela sua grande moral e bravura.

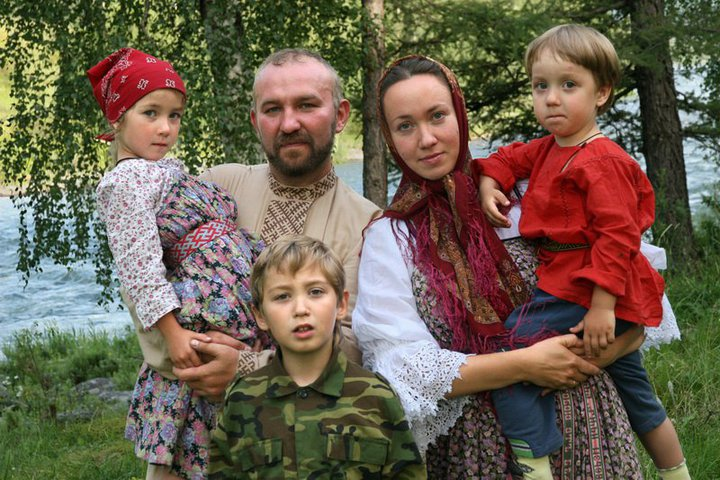
Família cossaca moderna de Novosibirsk

Ao mesmo tempo, muitas foram as tentativas para aumentar o impacto Cossaco na sociedade russa, e durante os anos 90, muitas autoridades regionais concordaram em entregar alguns cargos administrativos locais exclusivamente aos Cossacos, bem como cargos e vagas nas polícias. Contudo, em abril de 2005, o presidente russo Vladimir Putin, enviou uma nota intitulada “O gosudarstvennoy sluzhbe rossiyskogo kazachestva” (O serviço prestado ao estado pelos Cossacos Russos) à Duma, o qual foi lido pela primeira vez a 18 de maio de 2005. Nesse discurso, pela primeira vez, em décadas, o povo Cossaco foi reconhecido não só pela distinta entidade etnocultural, mas também pelas suas capacidades militares. Embora a sua ambição de administrarem totalmente o seu próprio território desde o Dniester até às estepes do rio Ural pareçam algo distantes, este acto do presidente russo foi um passo significativo no caminho para se atingir desse objectivo.

## Organização

### Organização política
No princípio, os bandos de cossacos eram comandados por um Ataman (mais tarde chamado de Hetman). Este era eleito pelos membros da tribo em assembleias chamadas “Rada”, assim como também eram eleitos outros membros importantes do bando, tais como: juízes, escribas, oficiais menores e até mesmo, membros do clero. O símbolo do poder do Ataman era um bastão chamado Bulawa.
Depois da divisão do Hetmanato pelo rio Dnieper, pelo Tratado de Andrusovo em 1667, os cossacos ficaram conhecidos por cossacos da margem esquerda e da margem direita. O Ataman tinha poderes executivos e em tempo de guerra, ele era o comandante supremo no campo de batalha. O poder legislativo era dado à Rada. Os Oficiais mais antigos eram chamados de Starshyna (nobreza). Na ausência de leis escritas, os cossacos regiam-se pelas tradições cossacas, que era a “lei não escrita” mais comum.
A sociedade e governo Cossacos eram altamente militarizados. A nação era denominada de Hoste (Vois’ko, cuja tradução à letra significa ‘Exército’), e subdividida em distritos regimentais, e aldeias independentes (Polky, Stoni, e Stanytsi). Cada povoação cossaca, sozinha ou no seu conjunto com povoações da vizinhança, formavam um ou mais unidades militares e regimentos de cavalaria ligeira (ou infantaria montada, no caso dos  Cossacos siberianos), prontos para responder a uma ameaça a curto prazo.

### Organização militar

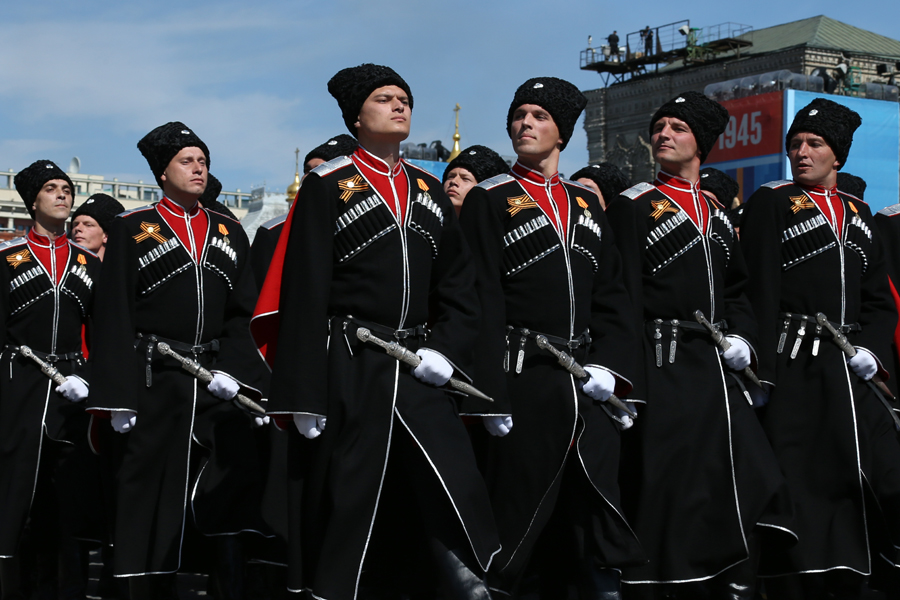
Militares vestidos de Cossacos no Desfile do Dia da Vitória em Moscou em 2015.

No Império Russo, os cossacos estavam organizados em vários voiskos, que se distribuíam ao longo da fronteira russa. Por vezes também existiam comunidades cossacas dentro das fronteiras russas, mas organizadas entre povos “não russos”. Cada comunidade tinha o seu próprio governo, tradições e trajes típicos, assim como uniformes e postos militares. Contudo, nos finais do século XIX, tudo foi uniformizado em exemplo do exército imperial russo. Devido a uma lei de 1988, que permitia uma reforma nas comunidades cossacas, em conjunto com uma lei aprovada em 2005, as patentes dos exércitos dessas comunidades cossacas passaram a ser reconhecidas legalmente, bem como as suas divisas/galões (ver simbologia dos postos das Forças Armadas Portuguesas). No entanto, para as restantes patentes que são comuns ao resto do exército russo, os postos e respectivas denominações são as seguintes:
| Posto Cossaco moderno | Equivalente no Exército Russo moderno | Equivalente no Exército Português moderno |
| --------------------- | ------------------------------------- | ----------------------------------------- |
| Ataman                | Komandir                              | Comandante                                |
| Kazachy General**     | General                               | General                                   |
| Kazachy Polkovnik     | Polkovnik                             | Coronel                                   |
| Voiskovy Starshyna    | Podpolkovnik                          | Tenente-coronel                           |
| Yesaul                | Mayor                                 | Major                                     |
| Podyesaul             | Kapitan                               | Capitão                                   |
| Sotnik                | Starshy Leitenant                     | Tenente                                   |
| Khorunzhy             | Leitenant                             | Alferes                                   |
| Podkhorunzhy          | Mladshy Leitenant*                    | Sargento Mor                              |
| Starshy Vakhmistr     | Starshy Praporshchik                  | Sargento Chefe                            |
| Vakhmistr             | Praporshchik                          | Sargento Ajudante                         |
| Mladshy Vakhmistr     | Mladshy Praporshik*                   | Primeiro Sargento                         |
| Starshy Uryadnik      | Starshy Serzhant                      | Segundo Sargento                          |
| Uryadnik              | Serzhant                              | Furriel                                   |
| Mladshy Uryadnik      | Mladshy Serzhant                      | Segundo Furriel                           |
| Prikazny              | Yefreitor                             | Cabo                                      |
| Kazak                 | Ryadovoy                              | Soldado                                   |

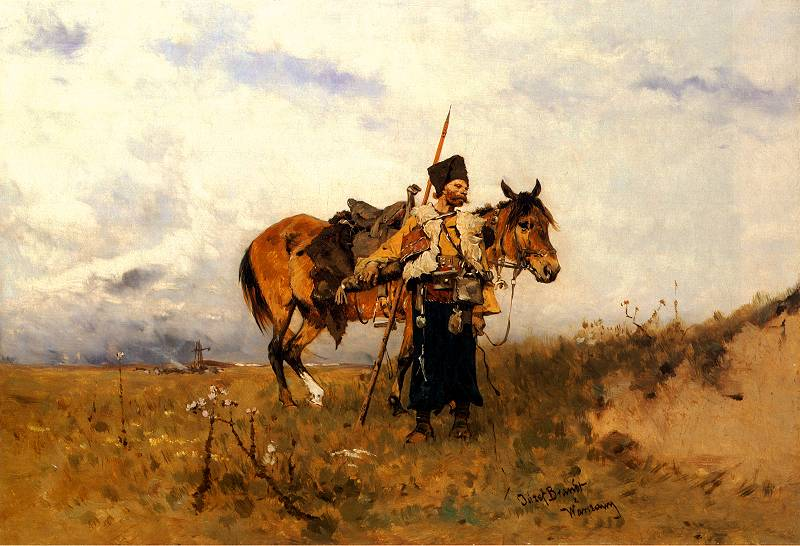
Um Cossaco em serviço. Pintura de Józef Brandt.

*Posto atualmente não existente no Exército Russo
**Os postos de Polkovnik e General são apenas existente em algumas comunidades cossacas. As comunidades maiores estão divididas em sub-divisões, e consequentemente, o Exército sub-classifica-os. Portanto, Major General, Tenente General e  General-Polkovnik são apenas usados para distinguir os níveis de comando da hierarquia Ataman, com o Ataman Supremo como sendo o posto mais alto existente. Nestes casos, os Galões são especiais, criados especialmente para o efeito. No Exército Russo, são usadas duas ou três estrelas alinhadas.
O mesmo pode ser dito acerca do posto de Coronel Cossaco, que é atribuído a Atamans de estatura regional ou districtal. O grupo mais abaixo na hierarquia – Stanitsa, é comandado pelo Yesaul. Se a região ou districto for carente de Stanitsa, então o posto Polkovnik é atribuído automaticamente, mas sem estrelas no ombro como símbolo da sua patente. Mas, à medida que a comunidade vai crescendo, ombros sem estrelas são cada vez mais raros.
Juntamente com tudo isto, o Ataman Supremo da maior comunidade cossaca, a do Don, é oficialmente intitulado como Marechal, e consequentemente usa os mesmos galões dos marechais russos/soviéticos, a estrela de diamante de Marechal. Isto, porque o comandante supremo da Comunidade Cossaca de Don é reconhecido oficialmente como o chefe de todos os Exércitos Cossacos (incluindo aqueles que actualmente se encontram fora das fronteiras russas). O Marechal da Comunidade Cossaca de Don também possui o poder de dissolver ou reconhecer novas comunidades cossacas.

### Povoamentos
Cossacos russos fundaram vários povoamentos chamados stanitsas, bem como fortalezas ao longo de fronteiras problemáticas, como Verny (Almaty, Cazaquistão), Grozny (capital da Chechénia, Alexandrovsk (Forte Shevchenko Cazaquistão), Krasnovodsk (Turquemenistão), Novonikolayevskaya Stanitsa (Bautino, Cazaquistão), Blagoveshchensk, cidades e outros povoamentos ao longo dos rios Ural, Ishim, Irtysh, Ob,  Ienissei, Lena, Amur, Anadyr, (Península de Chukotka), e Ussuri. Um grupo de cossacos de albazino colonizou uma parte da China nos princípios de 1685.
Embora por vezes os cossacos sejam por vezes vistos como xenófobos, alguns cossacos adaptaram-se muito rapidamente a outras culturas, usando mesmo até tradições e trajes tipícos de outras culturas das vizinhanças ou das terras que colonizavam (por exemplo, os Cossacos de Terek, que foram altamente influênciados pelas tribos nativas do norte do Cáucaso). Os cossacos chegavam mesmo até a casar com residentes locais, misturando-se com o povo local, por vezes quebrando mesmo certas restrições religiosas. As noivas de guerra eram trazidas de terras longínquas, um costume cossaco bastante vulgar no seio das famílias. Um dos comandantes do Exército de Voluntários, o General Bogaevsky, menciona um caso no seu livro, em que um dos seus homens que era cossaco. Sotnik Khoperski, que era chinês de nascimento, tinha sido trazido da Manchúria durante a Guerra russo-japonesa (em 1904-1905), ainda em criança, adotada e criada numa família cossaca.

## Visibilidade

### Imagem popular

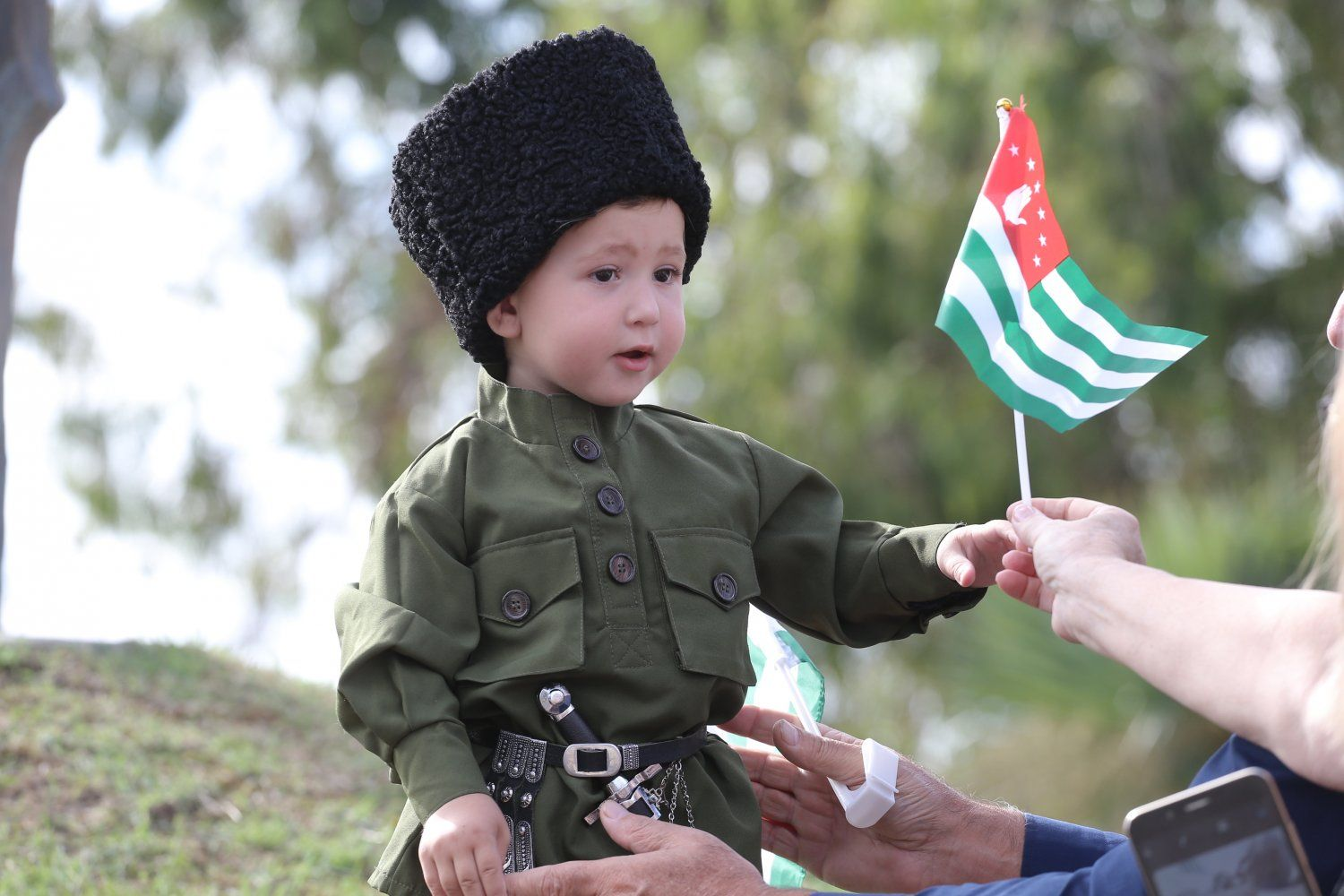
Garotinho fantasiado de cossaco durante uma cerimônia de deposição de flores no monumento aos mortos na Guerra na Abecásia, no Parque da Glória de Sucumi, na Abecásia, em 2017.

Os cossacos têm uma imagem muito “romântica” no exterior, no sentido em que idealizam a liberdade e a resistência à autoridade externa e as suas conquistas militares para com os seus inimigos têm contribuído em grande parte para esta imagem. Para muitos, os Cossacos foram um símbolo de repressão por causa do papel que desempenharam em supressões populares no Império Russo, assim como as suas incursões a populações judaicas.
Desde o colapso da União Soviética, muitos começaram a ver os cossacos russos como defensores da soberania russa. Os Cossacos não só restabeleceram todas as suas comunidades, como também passaram a ocupar quase na totalidade todos os cargos na polícia e administrações territoriais das suas terras. As forças armadas russas também tiraram partido do sentimento de patriotismo entre os Cossacos, e à medida que as comunidades iam crescendo e se iam tornando cada vez mais organizadas, as forças armadas russas foram tecnológicamente aproveitando os excedentes cossacos. Não podemos esquecer também que os Cossacos desempenham um papel fundamental no sul da Rússia.
Desde toda a população rural dos territórios de Rostov, Stavropol e Krasnodar, até às repúblicas autónomas no norte do Cáucaso, que consiste quase exclusivamente em descendentes cossacos, que a região foi sempre conhecida (mesmo durante os tempos da severa disciplina da URSS) pela sua baixa criminalidade e sentimentos conservacionistas. Um bom exemplo disso mesmo, é o facto de a região ter um dos mais altos rácios de frequência da missa e literacia em todo o mundo. O resultado mais visível disso, é de que entre as camadas jovens da população russa, os Cossacos começaram a representar a ordem, e em alguns dos casos, mesmo a esperança, especialmente quando eram comparados com o altamente impopular Exército Russo.

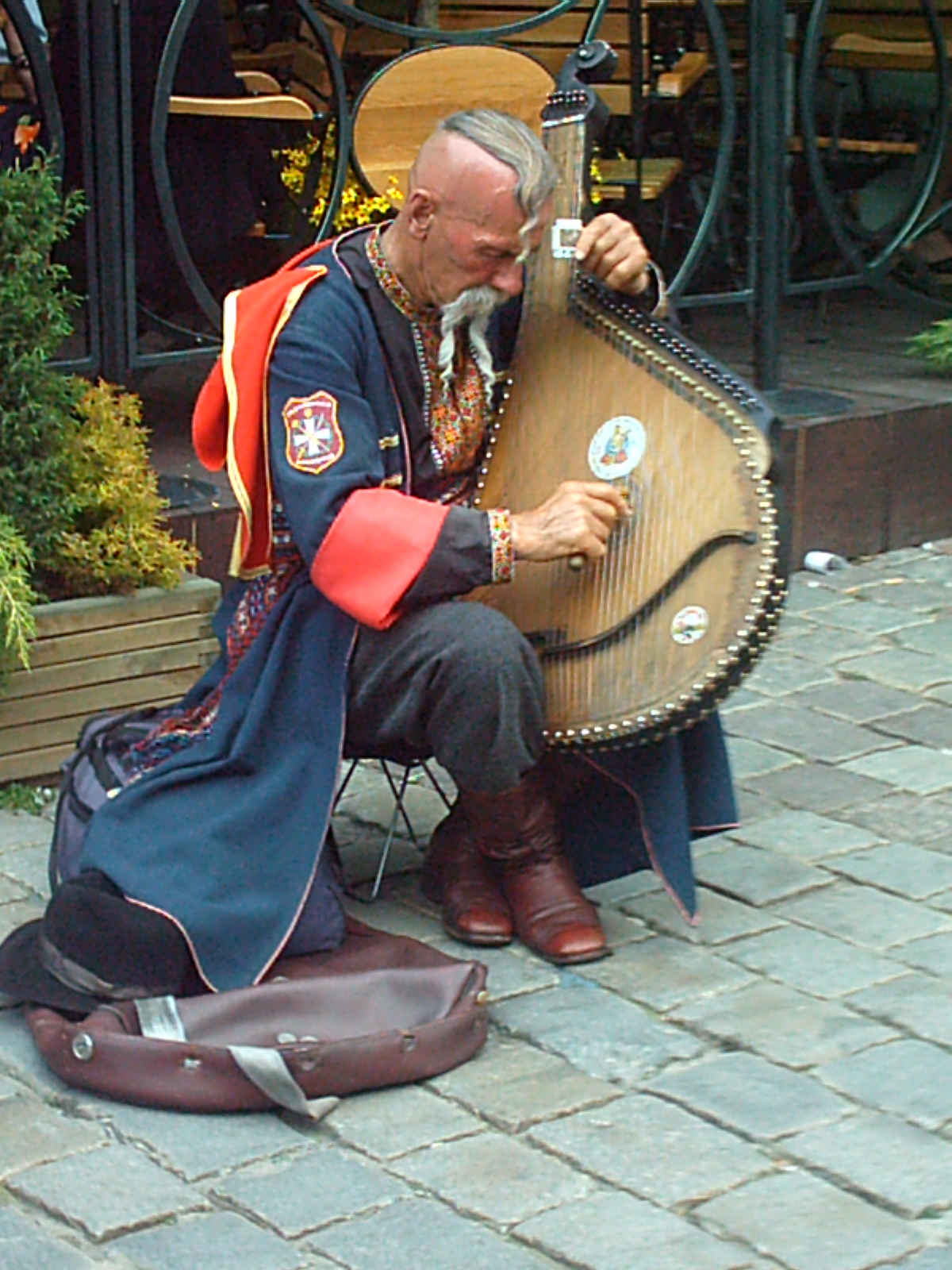
Um músico ucrâniano de folclore, Ostap Kindratchuk, a tocar a bandura num velho mercado em Poznań, vestindo um traje tipíco cossaco.

Na Ucrânia, onde o povo cossaco representa uma enorme herança cultural e histórica, algumas pessoas têm vindo a tentar recriar a mística dos cossacos ucranianos. A cultura ucraniana é frequentemente e cada vez mais aculturada à cultura Cossaca, e os governos ucraniano têm vindo inclusive a apoiar estas tentativas. A tradicional Bulawa é um dos símbolos nacionais, e a ilha de Khortytsia, onde a cidade de Siche Zaporojiano existiu em tempos, foi restaurada.
Reflexões literárias da cultura cossaca proliferam cada vez mais nas literaturas russa, ucraniana e polacas, particularmente no livro “Com fogo e a espada” de Nikolai Gogol, Taras Shevchenko, Mikhail Sholokhov e Henryk Sienkiewicz. Resta ainda dizer, que a maior parte da literatura polaca, é em torno do imaginário cossaco. Os Cossacos também são retratados no poema narrativo da Guerra da Crimeia “A carga da brigada ligeira” de Tennyson, ou na pequena obra literária de Richard Connell, “O mais perigoso jogo”.
Devido à sua longa história como soldados importantes, os Cossacos desempenham hoje em dia papeis de elevada importância em muitas histórias e meios de entretenimento. Um desses meios de entretenimento, são os jogos de computador e de consola, onde nos jogos de estratégia (como a Série Age of Empires, Medieval II: Total War, Civilization III, Cossacks: European Wars e respectivas expansões).

### Uniformes militares
Cada comunidade Cossaca possui os seus próprios uniformes militares. Isto deve-se ao facto de ter sido incutida à comunidade Cossaca o fardo de terem de ser auto-suficientes com o seu próprio material militar. Em relação aos uniformes, enquanto estes por vezes eram manufacturados avulso em fábricas de propriedade do Voisko. O modelo do vestuário era normalmente desenhado e costurado numa determinada família com tradições costureiras. Certos itens individuais poderão variar um pouco do que está determinado em regulamento oficial, sendo que poderão ter ficado fora de uso ou obsoletos.
Na maior parte das comunidades Cossacas, o uniforme básico compreende a tradicional túnica com calças largas, tipícas dos uniformes tradicionais russos do período 1881 – 1908. Contudo, as comunidades caucasianas (Kuban e Terek), usam uniformes muito compridos com uma abertura frontal, casacos Cherkesska com faixas de caruchos ornamentais e Beshmets (casacos) coloridos, que estereotipam a imagem popular que os Cossacos mundo fora. Na maior parte das comunidades Cossacas usa-se também chapéus com os topos coloridos. As duas comunidades caucasianas no entanto preferem usar chapéus mais altos do que o habitual entre os uniformes militares cossacos.
Até 1909, blusas brancas e capas brancas normalmente usadas nos uniformes do Exército Russo eram também usadas pelos regimentos militares cossacos no Verão. As Divisas e Galões são da cor identificativa de cada comunidade Cossaca. De 1910 a 1918, um casaco cinzento-caqui era usado durante as estadias em campanha, usadas juntamente com ceroulas coloridas com listas com as cores do uniforme que traziam.
Enquanto que a maior parte dos Cossacos servia nas arma de cavalaria, também existiam unidades de artilharia e infantaria. De facto, três regimentos cossacos faziam mesmo parte da Guarda Imperial da Rússia, conjuntamente com a Konvoi – a escolta montada do czar. Os regimentos que compunham a Guarda Imperial usavam como uniforme vestes definidias pelo governo, que eram de uma aparência espetacular segundo relatam as crónicas. Em exemplo disso mesmo, a Konvoi usava Cherkesskas de cor escarlate, Beshmets brancos e coroas vermelhas nos seus chapéus.
No entanto, tais características também variavam conforme a comunidade Cossaca de onde provinham, senão vejamos:
| Comunidade    | Ano de reconhecimento oficial | Cherkesska ou Túnica            | Beshmet     | Calças                          | Chapéu                  | Cor das Divisas / Galões |
| ------------- | ----------------------------- | ------------------------------- | ----------- | ------------------------------- | ----------------------- | ------------------------ |
| Don           | 1570                          | Túnica azul                     | Inexistente | Azuis com listas vermelhas      | Com coroa vermelha      | Azuis                    |
| Ural          | 1571                          | Túnica azul                     | Inexistente | Azuis com listas vermelho vivo  | Com coroa vermelho vivo | Vermelho vivo            |
| Terek         | 1577                          | Cherkesska cinzento-acastanhada | Azul bebé   | Cinzentas                       | Com coroa azul bebé     | Azul bebé                |
| Kuban         | 1864                          | Cherkesska cinzento-acastanhada | Vermelha    | Cinzentas                       | Com coroa vermelha      | Vermelhas                |
| Orenburg      | 1744                          | Túnica verde                    | Inexistente | Verdes com listas azul bebé     | Com coroa azul bebé     | Azul bebé                |
| Astrakhan     | 1750                          | Túnica azul                     | Inexistente | Azuis com listas amarelas       | Com coroa amarela       | Amarelas                 |
| Siberian      | 1750                          | Túnica verde                    | Inexistente | Verdes com listas vermelhas     | Com coroa vermelha      | Vermelhas                |
| Baikal        | 1851                          | Túnica verde                    | Inexistente | Verdes com listas amarelas      | Com coroa amarela       | Amarelas                 |
| Amur          | 1858                          | Túnica verde                    | Inexistente | Verdes com listas amarelas      | Com coroa amarela       | Verdes                   |
| Semiryechensk | 1867                          | Túnica verde                    | Inexistente | Verdes com listas vermelho vivo | Com coroa vermelho vivo | Vermelho vivo            |
| Ussuri        | 1889                          | Túnica verde                    | Inexistente | Verdes com listas amarelas      | Com coroa amarela       | Amarelas                 |

NOTA: Todos os detalhes são baseados nos uniformes usados entre 1904 e 1914, tal como retratados em Aparência dos Tablitsi Obmundirovaniya Russkoi Armi, do Coronel V.K.Shenk, obra publicada pelo Ministério da Guerra do Império Russo entre 1910 e 1911.